# 挑発
| ウィキペディアには「挑発」という見出しの百科事典記事はありません（タイトルに「挑発」を含むページの一覧/「挑発」で始まるページの一覧）。 代わりにウィクショナリーのページ「挑発」が役に立つかもしれません。 |